# دون كورنيليوس
دون كورنيليوس (بالإنجليزية: Don Cornelius)‏ هو مقدم تلفزيوني أمريكي، ولد في 27 سبتمبر 1936 في شيكاغو في الولايات المتحدة، وتوفي في 1 فبراير 2012 في شيرمان أوكس في الولايات المتحدة.

## وصلات خارجية
- دون كورنيليوس على موقع IMDb (الإنجليزية)
- دون كورنيليوس على موقع الموسوعة البريطانية (الإنجليزية)
- دون كورنيليوس على موقع ميوزك برينز (الإنجليزية)
- دون كورنيليوس على موقع تيرنر كلاسيك موفيز (الإنجليزية)
- دون كورنيليوس على موقع إن إن دي بي (الإنجليزية)
- دون كورنيليوس على موقع ديسكوغز (الإنجليزية)
- دون كورنيليوس على موقع قاعدة بيانات الفيلم (الإنجليزية)